# SLAMF6
SLAMF6 (англ. SLAM family member 6) – білок, який кодується однойменним геном, розташованим у людей на короткому плечі 1-ї хромосоми.  Довжина поліпептидного ланцюга білка становить 332 амінокислот, а молекулярна маса — 37 345.
| 10         |  | 20         |  | 30         |  | 40         |  | 50         |
| ---------- |  | ---------- |  | ---------- |  | ---------- |  | ---------- |
| MLWLFQSLLF |  | VFCFGPGNVV |  | SQSSLTPLMV |  | NGILGESVTL |  | PLEFPAGEKV |
| NFITWLFNET |  | SLAFIVPHET |  | KSPEIHVTNP |  | KQGKRLNFTQ |  | SYSLQLSNLK |
| MEDTGSYRAQ |  | ISTKTSAKLS |  | SYTLRILRQL |  | RNIQVTNHSQ |  | LFQNMTCELH |
| LTCSVEDADD |  | NVSFRWEALG |  | NTLSSQPNLT |  | VSWDPRISSE |  | QDYTCIAENA |
| VSNLSFSVSA |  | QKLCEDVKIQ |  | YTDTKMILFM |  | VSGICIVFGF |  | IILLLLVLRK |
| RRDSLSLSTQ |  | RTQGPAESAR |  | NLEYVSVSPT |  | NNTVYASVTH |  | SNRETEIWTP |
| RENDTITIYS |  | TINHSKESKP |  | TFSRATALDN |  | VV         |  |            |

A: Аланін

C: Цистеїн

D: Аспарагінова кислота

E: Глутамінова кислота

F: Фенілаланін

G: Гліцин

H: Гістидин

I: Ізолейцин

K: Лізин

L: Лейцин

M: Метіонін

N: Аспарагін

P: Пролін

Q: Глутамін

R: Аргінін

S: Серин

T: Треонін

V: Валін

W: Триптофан

Кодований геном білок за функціями належить до рецепторів, фосфопротеїнів. 
Задіяний у таких біологічних процесах як адаптивний імунітет, імунітет, вроджений імунітет, альтернативний сплайсинг. 
Локалізований у клітинній мембрані, мембрані.